# اولیویه گودفروا
اولیویه گودفروا (به فرانسوی: Olivier Gaudefroy) (زاده ۱۹۷۲) رمان‌نویس قرن بیستم میلادی اهل فرانسه است.